# 克律塞岛和阿耳古瑞岛
克律塞岛（拉丁語：Chryse）和阿耳古瑞岛（拉丁語：Argyre）是传说中位于印度洋的两座岛屿，据说由黄金（羅馬化：chrysós）和白银（羅馬化：árgyros）组成。

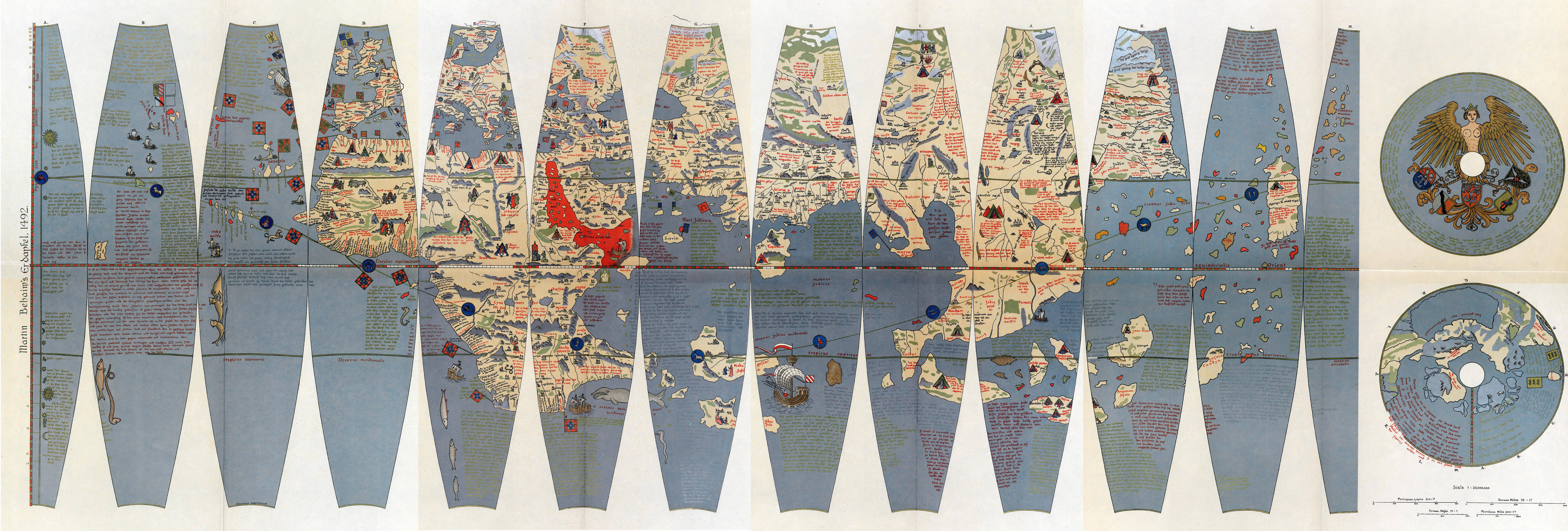
1492年马丁·贝海姆地球仪的现代摹本。克律塞岛（Crisis）在日本国岛（Cipangu）的西南方，为黄褐色。阿耳古瑞岛（Argire）又在克律塞岛的西南方，为白色。该地图没有美洲

老普林尼（23－79年）在其著作《自然史》第6卷第23章关于印度河附近的地区中写道：“印度河口外有克律塞岛和阿耳古瑞岛，我相信它们盛产金属；至于有人说它们的土壤由金银组成，我不太愿意相信。”
约五至六个世纪后，塞维利亚的圣依西多禄（约560－636年）在其著作《词源》第14章第11节中重复了大致相同的内容：“克律塞岛和阿耳古瑞岛是位于印度洋的岛屿，金属资源非常丰富，许多人认为这些岛屿的表面是黄金和白银：它们的名字就是由此而来。”几乎可以肯定，这段文字与《词源》中许多其他内容一样直接取自《自然史》，正如圣依西多禄本人所承认的那样。《自然史》和《词源》这两部拉丁语作品在整个中世纪欧洲广泛传播，这确保了金银双岛的传说一直持续到地理大发现时代的开始。
随着欧洲地理学家收集到更多关于印度洋的可靠信息，克律塞岛和阿耳古瑞岛的可能位置逐渐向东转移到当时欧洲人已知世界的边缘地带。马丁·贝海姆在1492年制作贝海姆地球仪时，认为两座岛屿在日本附近，这可能是因为马可·波罗声称日本（他称之为“日本国岛”（Cipangu））盛产金银。贝海姆同时采用了老普林尼和马可·波罗的资料。另一个可能的地点是位于爪哇岛的萨拉卡纳迦拉王国，依据是国名“Salakanagara”在梵语中意为“银岛”。
美洲的发现改变了一切。寻找传说中的黄金之地的欧洲探险家们开始向西航行前往黄金国，而不是向东前往日本国岛。圣依西多禄的作品不再流行，克律塞岛和阿耳古瑞岛也慢慢从人们的想象中消失了。

## 《罗摩衍那》传说
早在托勒密撰写《地理学指南》之前，关于金银岛的传说可以追溯到公元前8－4世纪的《罗摩衍那》。在蚁垤笔下的传说中，须羯哩婆曾派遣手下前往耶婆岛（Yavadvipa）寻找悉多。《猴国篇》第39章27－28节记载：

-{yatnavanto yavadvīpam sapta rājya upaśobhitam;

suvarṇa rūpyakam dvīpam suvarṇa ākara maṇḍitam. }-
充满了珍宝的耶婆岛

上面点缀着七个王国；

由金子和银子堆成，

有金子的矿藏装饰着。

丁多夫版《拜占庭的斯特凡诺斯》（4卷）第二卷包含了卢卡斯·霍尔斯特纽斯的注释，第三卷包含了亚伯拉罕·贝尔克柳斯（Abraham Berkelius）的注释，第四卷包含了托马斯·德·皮内多（Thomas de Pinedo）的注释。贝尔克柳斯表示（Iabadiou）源于单词“iaba”，意为大麦。比格曼（Biegman）则在《Hikajat Tanah Hindia》中提出，“yava”或“iaba”意为薏苡。对于“diu”一词，贝尔克柳斯称，对于波斯人和印度人来说，没有人不知道“diu”就是“dvipa”（岛屿）。因此，Iabadiou是耶婆岛的音译。但对于皮内多来说，“我不容易相信金银只属于他们”。

## 后续

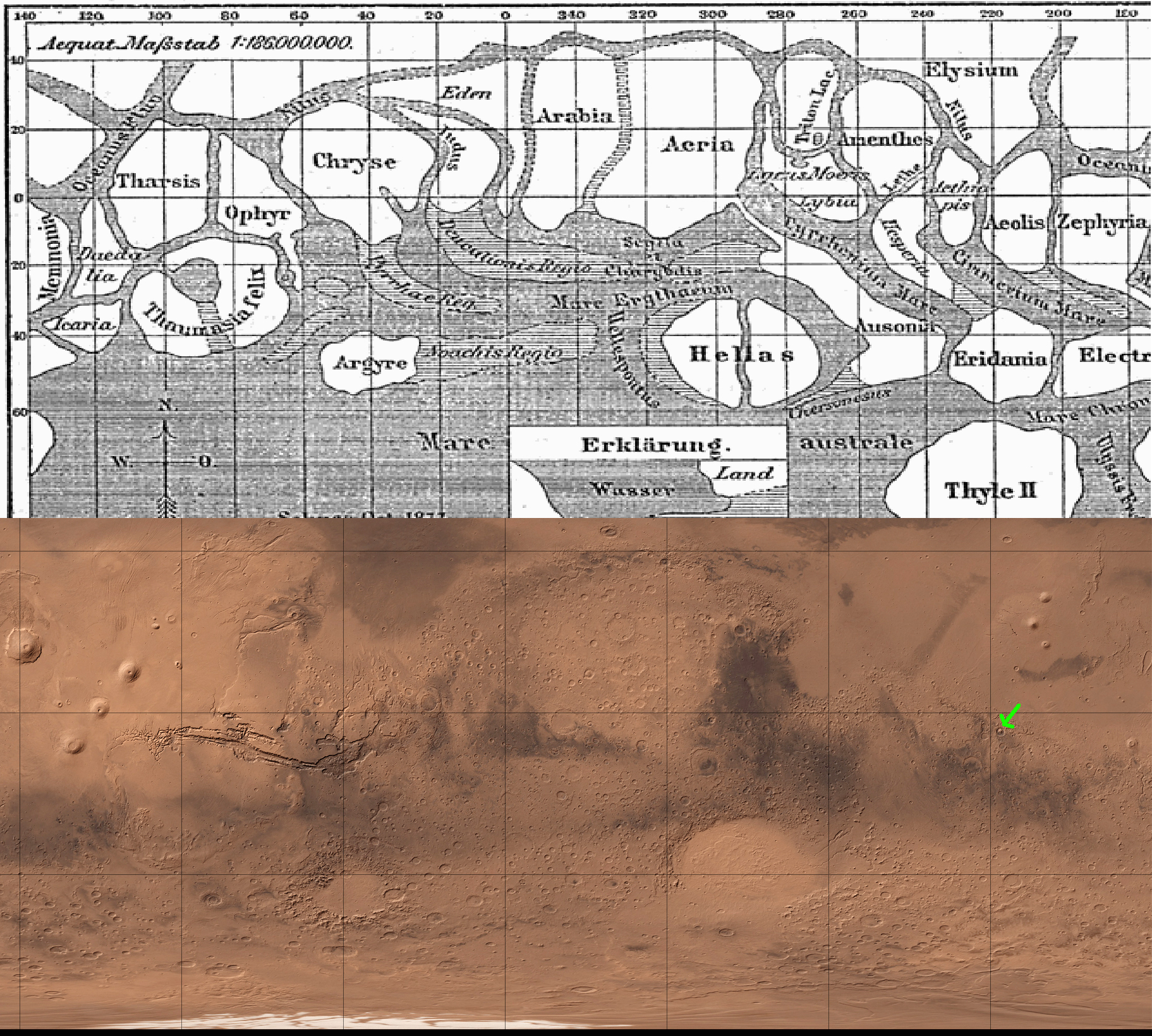
1877年斯基亚帕雷利的火星地图与水手9号航拍的火星地表的对照。“克律塞岛”和“阿耳古瑞岛”在地图中间靠左处

1877年，这两个地名被天文学家乔瓦尼·斯基亚帕雷利唤醒，他利用当年的火星大冲开始绘制火星地图。作为古代天文学和地理学专家，他对古典传说中的土地非常熟悉，并借此为他从望远镜观测到的特征命名。他假定暗色的区域可能是低平的“海”，类似月海，亮色的则是“陆”。他特别注意到几个亮斑，认为是岛屿。他将最引人注目的圆形岛屿命名为“希腊”，另外两个命名为“克律塞”和“阿耳古瑞”。
直到1972年水手9号从火星轨道进行观测后，人们才知道这些亮区根本不是岛屿，而是布满尘埃的洼地。“克律塞岛”实际上是一个平原，但这个名字被保留了下来，现称为克律塞平原。“阿耳古瑞岛”（和“希腊岛”一样）实际上是一个巨大的撞击坑，现称为阿耳古瑞平原，之后又成为火星地图中的一个四边形分区的名称。